# Ciurle
Ciurle (hist. Ciurle Helenowskie, biał. Цюрлі, ros. Тюрли) – wieś na Białorusi, w obwodzie mińskim, w rejonie mołodeckim, w sielsowiecie Ciurle, którego jest siedzibą.

## Historia
W czasach zaborów wieś  w powiecie wilejskim, w guberni wileńskiej Imperium Rosyjskiego.
W latach 1921–1945 wieś leżała w Polsce, w województwie wileńskim, w powiecie wilejskim, od 1927 roku w powiecie mołodeczańskim, w gminie Mołodeczno.
Według Powszechnego Spisu Ludności z 1921 roku zamieszkiwało tu 166 osób, 4 były wyznania rzymskokatolickiego a 162 prawosławnego. Jednocześnie 4 mieszkańców zadeklarowało polską, 162 białoruską przynależność narodową. Były tu 24 budynki mieszkalne. W 1931 w 30 domach zamieszkiwały 134 osoby.
Wierni należeli do parafii rzymskokatolickiej i prawosławnej w Mołodecznie. Miejscowość podlegała pod Sąd Grodzki w Mołodecznie i Okręgowy w Wilnie; właściwy urząd pocztowy mieścił się w Mołodecznie.
W wyniku napaści ZSRR na Polskę we wrześniu 1939 miejscowość znalazła się pod okupacją sowiecką. 2 listopada została włączona do Białoruskiej SRR. Od czerwca 1941 roku pod okupacją niemiecką. W 1944 miejscowość została ponownie zajęta przez wojska sowieckie i włączona do Białoruskiej SRR.
Od 1991 w składzie niepodległej Białorusi.